# گوآیوتا

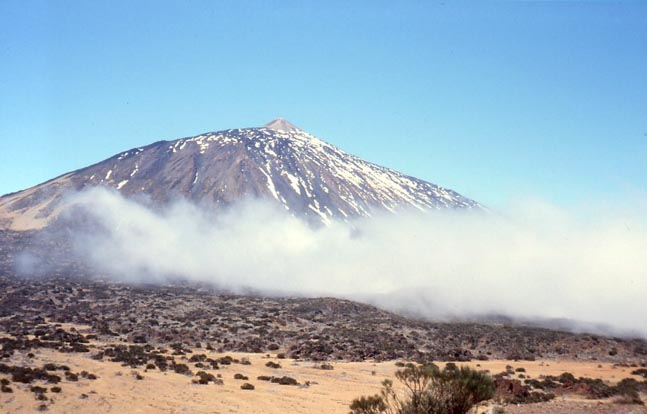
کوه تید در تنریف با توجه به اساطیر خانه گوآیوتا است.

گوآیوتا (به انگلیسی: Guayota) در اساطیر گوانچه تنریف (جزایر قناری)، خدای بدخیم اصلی و دشمن اچومن می‌باشد.

## اسطوره‌شناسی
با توجه به افسانه گوانچه، گوآیوتا در داخل آتشفشان تید، یکی از دروازه‌های به دنیای مردگان زندگی می‌کرد. گوآیوتا به عنوان یک سگ سیاه و سفید به نمایندگی از شیاطین شناخته شده بود. با توجه به افسانه‌ای، گوآیوتا، مخک (خورشید) را ربوده و آن را در تید زندانی کرد و جهان را در تاریکی فرو برد.

## ویژگی‌ها
گوآیوتا ویژگی‌های شبیه به دیگر خدایان بدخیم آتشفشان‌ها را دارد.